# Malossi
Malossi ist ein italienischer Hersteller von technischen Produkten, hauptsächlich für Mofas, Motorroller und andere Zweitaktmotoren. Am bekanntesten sind die Tuningzylinder, das Unternehmen entwickelt und produziert jedoch unter anderem auch Ansaugstutzen und Membrane, Kupplungen bzw. Kupplungsbeläge und Kupplungsfedern, Vergaserkits und Getriebeteile. Die Teile sind für den Motorsporteinsatz vorgesehen, daher sind nur wenige Produkte im deutschen bzw. europäischen Straßenverkehr zugelassen. Im Gegensatz zu anderen Unternehmen in diesem Markt stellt Malossi fast alle Produkte im eigenen Werk her. Der Sitz des Unternehmens befindet sich in Calderara di Reno bei Bologna.

## Geschichte und Produkte
Im Jahr 1930 gründete Armando Malossi in Bologna die Cicli e Moto Malossi. Während des Armando zog das Unternehmen nach außerhalb von Bologna, um den Bombardierungen zu entgehen.
In der Nachkriegszeit begann das Unternehmen mit der Produktion von Fahrrädern und Hilfsmotorfahrzeugen und befasste sich mit der Reparatur und Restaurierung von Motorrädern. Ugo Malossi, Armandos ältester Sohn, trat in das Geschäft seines Vaters ein und trieb den Bau von Motorrädern vorantrieb, beginnend mit dem Rahmen eines 75-ccm-Leichtmotorrads.
Ugo überzeugte seinen Vater, Mar zu kaufen, ein historisches Unternehmen, das für Dell’Orto Vergaser Unterstützung bot. Ugo führte auch eine Abteilung zur Konstruktion von Zwei- und Viertaktmotoren für Mofas, Leichtmotorräder und Roller ein. Als das Land wuchs und sich die Gewohnheiten änderten, wurde das Auto zum Objekt der Begierde der Nation. Dies waren die Jahre des Wirtschaftswunders.
Ugo sah die Gelegenheit, in diesen Markt einzutreten, und begann mit der Produktion von Vergasern für Autos, Rennwagen und den industriellen Einsatz. Er vernachlässigte nie seine alte Leidenschaft für Motorräder. Im Jahr 1960 bereiteten Ugo und Sergio Bassi, ein Freund und langjähriger Mitarbeiter, ein Ducati-Motorrad für Cova (einen berühmten Motorradrennfahrer) vor, der im prestigeträchtigen Bologna – San Luca-Rennen den zweiten Platz belegte.
1969 trat Sandro, Ugos jüngerer Bruder, dem Unternehmen als Vertriebs- und IT-Netzwerkmanager bei. Dies markierte den Beginn einer sehr glücklichen Partnerschaft, die bis heute anhält. Das Geschäft florierte, Bestellungen kamen aus aller Welt: Es bestand die Notwendigkeit, zu expandieren, neue Mitarbeiter einzustellen, neue Bereiche und neue berufliche Fähigkeiten zu entwickeln. Das Unternehmen zog nach Calderara di Reno und behielt nur noch einen operativen Sitz in Bologna. 1977 nahm Malossi mit eigenem Stand an der EICMA, der renommiertesten Messe der Zweiradbranche, teil.
Als großer Erfolg stellten sich Umrüstsätze für verschiedene Hersteller und Motoren heraus. 1978 wurde das erste Malossi-Umrüstkit für die Yamaha TY 50-ccm-Enduro, bestehend aus Schalldämpfer, Zylinder, Kopf und Kolben, zur Serienreife gebracht und 9.000 Einheiten im ersten Jahr verkauft.
In den 70er Jahren führte die Erstellung der ersten Kits für automatische Mofas von Motobecane und Peugeot dazu, dass sich Malossi mit der Rennwelt beschäftigte. Diese Roller waren in der Tat die Protagonisten sehr beliebter Markenpokale, insbesondere in Frankreich. Die Rennabteilung wurde unter der Leitung von Sandro geboren: Die Malossi-Trophäen fanden nicht nur in Italien, sondern auch in Griechenland, England, Spanien, Frankreich und Deutschland statt.
Die Produktion wurde mit Kits für Vespa 50 PX und T3 weiter ausgebaut: Italien wurde zum Hauptreferenzmarkt des Unternehmens. Andrea, der älteste Sohn von Ugo, trat in jungen Jahren als Testfahrer und Qualitätskontrolleur in das Unternehmen ein und beschäftigte sich mit den Motoren.
1988 trat Alessandra, Ugos zweite Tochter, als Marketingverantwortliche dem Unternehmen bei. Sie verbesserte Verpackung und After-Sales-Service und steuerte eine weibliche Note bei.
1988 wurde das Malossi MVR 50-ccm-Mofa auf den Markt gebracht. Entwicklung und Produktion erfolgten vollständig im eigenen Haus. Das Geschäft expandierte weiter, und die Anzahl der Partnerwerkstätten, mit denen Malossi zusammenarbeitete, erhöhte sich. In den 2000er Jahren bezog das Unternehmen sein neues Hauptquartier in Calderara di Reno. Diese hochmoderne 12.000 Quadratmeter große Anlage enthält die Produktionsroboterinseln, ein großes Lager, Testräume und Labore für Malossis weltweiten Vertrieb von Komponenten für Zweiräder.